# Haus Planta von Wildenberg
Das Haus Planta von Wildenberg ist ein Aristokratenhaus aus dem Jahr 1642 im bündnerischen Ardez. Es steht in der Paramuvel 120 und ist als Kulturgut von regionaler Bedeutung eingestuft.

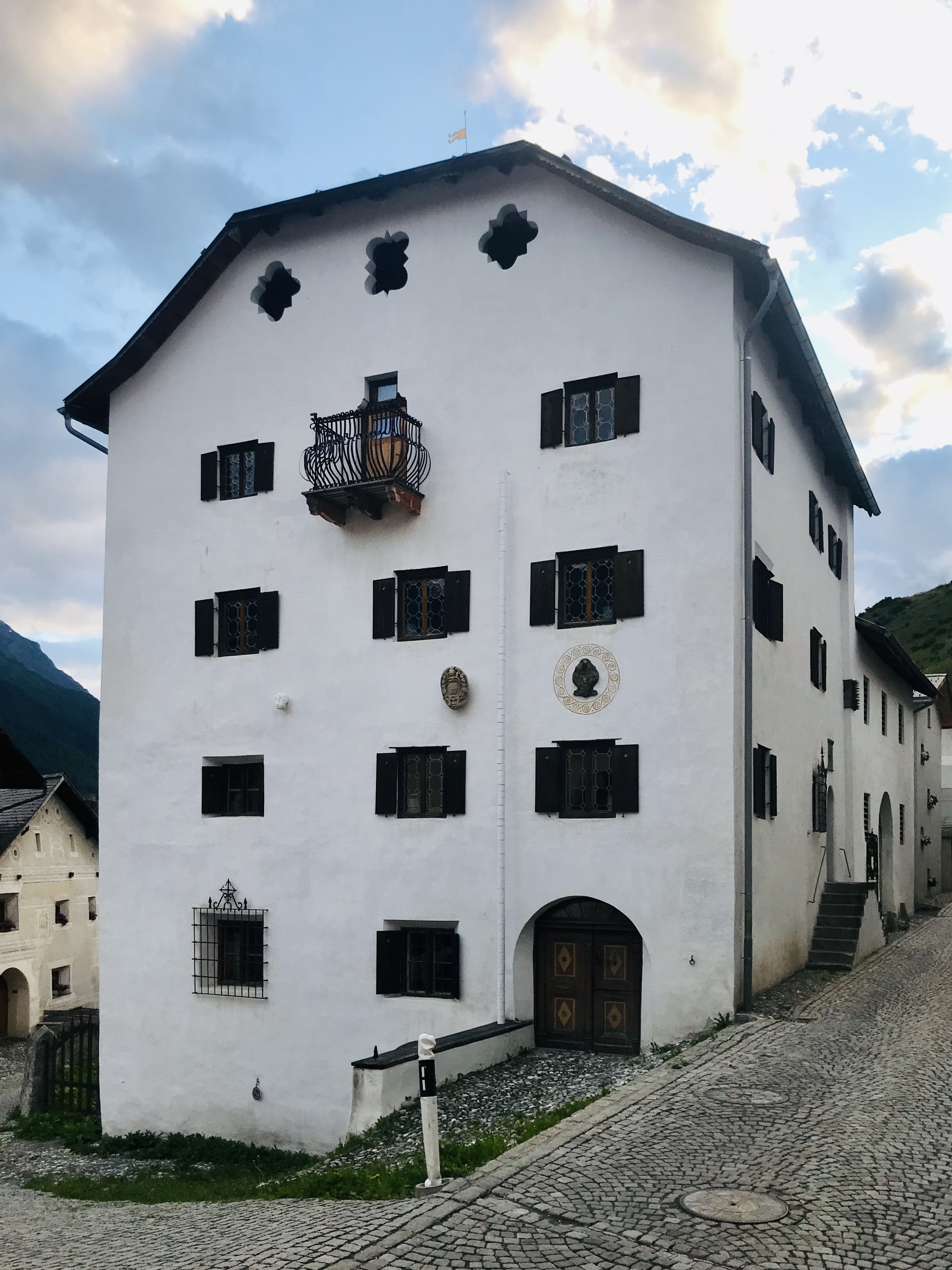
Hauptfassade

## Geschichte
Es handelt sich um ein turmartiges Haus mit Pächterwohnung im Erdgeschoss und darüberliegender Herrschaftswohnung. Der Wappenstein besagt den Bau für Johann Planta von Wildenberg auf das Jahr 1642. Umgestaltet und erhöht wurde das Haus von 1756 bis 1757. Seit dem Jahr 2006 ist es Sitz der Fundaziun Not Vital und wurde zwischen 2012 und 2013 durch Men Duri Arquint zu diesen Zwecken wie Ausstellungsräume etc. umgebaut. Ziel der Stiftung ist es, eine wertvolle Bibliothek rätoromanischer Schriften zu beherbergen. Diese Bücher wurden im Engadin zwischen dem 16. und dem 19. Jahrhundert gedruckt. Zur Stiftung gehören der Park in Sent und das Schloss Tarasp. Fotografisch wurde der Umbau 2013 von Ralph Feiner und Leonardo Finotti dokumentiert.

## Ehrungen und Preise
- Haus Planta von Wildenberg ist Kulturgut von Ardez
- 2013: Auszeichnung für gute Bauten Graubünden[4]